# Rahile Dawut
Rahile Dawut (热依拉·达吾提S, Rèyīlā DáwútíP, in uiguro راھىلە داۋۇت; Xinjiang, 20 maggio 1966) è un'antropologa ed etnografa cinese, nota per la sua competenza nel folklore e nelle tradizioni uiguri.
Ex docente presso l'università dello Xinjiang, dove ha fondato il Centro di ricerca sul folklore delle minoranze. Scomparsa dal 2017, non ne se ne ebbero notizie fino al 2021, quando fu reso noto che era stata arrestata. Nel 2023 esponenti del governo comunicarono che Dawut era stata condannata all'ergastolo e alla perdita dei diritti politici a vita per "aver messo in pericolo la sicurezza dello Stato". Non sono noti né il luogo di detenzione né il suo stato di salute o la possibilità di comunicare con i propri familiari.

## Biografia
Di etnia uigura, Dawut è stata iscritta al Partito Comunista Cinese per oltre 30 anni. Ha pubblicato numerosi articoli e libri e ha anche tenuto lezioni presso università internazionali, tra cui l'Università di Harvard e l'Università di Cambridge.
Nel dicembre del 2017 Dawut raccontò a un parente dei suoi piani di viaggiare da Ürümqi a Pechino, dopodiché la sua famiglia e i suoi amici persero i contatti con lei e nell'agosto del 2018 annunciarono la sua scomparsa. Successivamente si seppe che era in custodia presso le autorità statali cinesi, che però non hanno reso pubblico il luogo di detenzione. Secondo un articolo del New York Times, Dawut era uno dei numerosi intellettuali di spicco presi di mira nell'ambito della campagna cinese per cancellare l'identità uigura.
Il processo a Dawut è iniziato segretamente nel dicembre 2018 in un tribunale dello Xinjiang, dove è stata inizialmente dichiarata colpevole di "aver messo in pericolo la sicurezza dello Stato". Secondo quanto riferito, è stata condannata all'ergastolo poiché ha perso l'appello contro le accuse nel settembre del 2023. Il portavoce del ministero degli esteri cinese Mao Ning ha dichiarato di non avere "alcuna informazione" sul caso. Gli USA hanno condannato la condanna all'ergastolo di Dawut da parte della Cina, chiedendone l'immediato rilascio.

## Riconoscimenti
Nel 2020 Dawut ha ricevuto il premio Courage to Think Award da Scholars at Risk. Il premio è stato ritirato dalla figlia Akida Pulat.
Nell'ottobre del 2023 Michael Rosen, vincitore del premio PEN Pinter nel 2023, ha scelto Rahile Dawut come "scrittrice internazionale di coraggio" con cui condividere il premio, selezionandola da una rosa di scrittori internazionali "che hanno difeso attivamente la libertà di espressione, spesso a rischio della propria sicurezza".
Il 4 settembre 2024 a Rahile Dawut è stata conferita una borsa di studio e un dottorato in letteratura onorari dalla School of Oriental and African Studies di Londra "in riconoscimento del suo straordinario contributo alla ricerca sul patrimonio culturale uiguro". La motivazione della borsa di studio è stata enunciata dalla professoressa Rachel Harris, mentre il premio è stato ritirato dalla figlia di Dawut, Akida Pulat, tramite messaggio video.